# Relations entre le Brésil et la Malaisie
Les relations entre le Brésil et la Malaisie sont les relations extérieures entre la république fédérative du Brésil et la Fédération de Malaisie.

## Histoire
La Malaisie a établi des relations avec le Brésil en 1959.
Le Brésil a une ambassade à Kuala Lumpur et la Malaisie a une ambassade à Brasilia.